# Carl Størmer
Frederik Carl Mülertz Størmer (Skien, 3 de septiembre de 1874; Oslo, 13 de agosto de 1957, cuyo apellido aparece alternativamente como Störmer), fue un geofísico y matemático noruego, estudioso de las auroras polares.

## Biografía

### Datos personales
Carl Størmer fue el hijo único de Henrietta Mülertz y Georg Ludvig Stormer. Su padre era químico farmacéutico y trabajaba en Skien cuando nació Carl, pero más tarde la familia se mudó a Oslo.
De niño se interesó tempranamente por las ciencias naturales en general, astronomía, física, química, geología, meteorología y botánica. A los 16 años concentró finalmente sus intereses en la matemática pura.
En 1900 contrajo matrimonio con Ada Clauson, con quien tuvo cinco hijos.

### Trayectoria académica y aporte científico
En 1892 inició sus estudios en la Universidad de Cristianía (hoy Universidad de Oslo). Cuando recién se encontraba cursando su primer año de estudiante hizo su primera publicación (un trabajo sobre la suma de series trigonométricas) y  antes de egresar ya contaba con siete artículos matemáticos publicados, además de algunos artículos breves en el área botánica.
Desde 1903 y hasta 1946 fue profesor de matemáticas puras en la Universidad de Cristianía, siendo el primer presidente de la Sociedad Noruega de Matemáticas fundada en 1918.
En el mismo año en que comenzó su labor como profesor en Oslo, estableció contacto con el físico e inventor Kristian Birkeland, quien por aquella época también era docente en la universidad. Birkeland le enseñó una serie de experimentos que estaba haciendo sobre movimientos de los rayos catódicos en campos magnéticos. Estos ensayos, especialmente los realizados en el campo de una esfera magnetizada o un dipolo magnético, fascinaron a Størmer a tal punto que lo hicieron abandonar el campo de las matemáticas puras y reorientar su interés hacia el estudio de la auroras.
Aunque en 1905 se convirtió en coeditor de Acta Mathematica, su única publicación allí en ese año consistió en una  descripción de documentos científicos del matemático noruego  Sophus Lie.
En cambio, publicó tres artículos sobre las trayectorias electrónicas en el campo magnético terrestre y comentó los experimentos de Paul Ulrich Villard sobre estas órbitas. Estos trabajos son la primera excursión publicada sobre estas materias, que a partir de allí constituirían el foco de su extenso trabajo.
Sin embargo, la primera exposición extensa de sus investigaciones fue dos años más tarde, en una serie de artículos (en francés) que publicó en Archives des Sciences Physiques et Naturelles de Ginebra.  El hllazgo principal que informaban es que «encontró las primeras integrales de las ecuaciones de movimiento de una partícula cargada que se mueve únicamente sobre la influencia del campo de un dipolo magnético estacionario». Estas primeras integrales le permitieron inferencias valiosas sobre el carácter de las trayectorias, mas las soluciones completas requerirían integración numérica, de modo que se dedicó varios años a realizar cálculos complejos y organizarlos, encontrando gran variedad de órbitas.
El total de trabajos que llegó a publicar sobre este tema es una parte notable de su producción científica y suman 48 artículos en diferentes idiomas.
Størmer desarrolló una teoría matemática de los fenómenos de la aurora polar. El método Verlet-Störmer — para la integración numérica de las ecuaciones de movimiento newtonianas de partículas que interactúan entre sí — lleva su nombre y el de Loup Verlet.
En 1936 presentó una ponencia en la plenaria del Congreso Internacional de Matemáticos en Oslo (Programme for the Quantitative Discussion of Electron Orbits in the Field of a Magnetic Dipole, with Application to Cosmic Rays and Kindred Phenomena) y en 1924 expuso su teoría en el congreso realizado en Toronto (Modern Norwegian Researches on the Aurora Borealis).
Størmer fue miembro de la Academia de Ciencias de Rusia, desde 1918 «miembro corresponsal» y, a partir de 1934, «honorario».

## Obras
- The Polar Aurora (1955)

## Premios y reconocimientos
Aparte de haber sido elegido miembro de diversas sociedades científicas, entre las que se cuentan, además de varias en Escandinavia, la Royal Society de Londres, la Academia de Ciencias de Francia y la de Rusia, se le concedió también el grado de doctor honoris causa en las universidades de Oxford, Copenhague y París. En 1922 la Academia de Ciencias de París le otorgó la medalla Janssen. También como reconocimiento a sus méritos académicos, presidió el Congreso Internacional de Matemáticas celebrado en Oslo en 1936.
Nunca llegó a obtener el Premio Nobel, aunque entre 1915 y 1934 fue nominado siete veces en seis años diferentes. Pero la Real Academia de Ciencias Sueca optó por otros candidatos.

## Eponimia
- El cráter lunar Störmer lleva este nombre en su memoria.[5]
- El número de Størmer lleva su nombre.
- El monte Størmerfjellet, ubicado en el archipiélago Svalbard, se denomina así en su honor.